# トニー・パリシ
"キャノンボール" トニー・パリシ（"Cannonball" Tony Parisi、本名：Antonio Pugliese、1941年1月22日 - 2000年8月19日）は、イタリア・カラブリア州コゼンツァ出身のプロレスラー。
イタリア系移民の多いニューヨークのWWWF（WWF）や移住先のカナダを主戦場に、主にタッグマッチにおいて活躍した。
WWEで活動していたジョニー・パリシ（ジョニー・スウィンガー）は大甥にあたる。

## 来歴
少年期に家族でイタリアからカナダに移住、オンタリオ州ナイアガラフォールズのYMCAでレスリングを学び、1961年にデトロイト地区にてプロデビュー。以降、本名のアントニオ・プリエーゼ（日本での表記はアントニオ・プグリシー）をリングネームに、同地区で邂逅したイタリア系カナダ人ジノ・ブリットとのタッグチームでテネシーのNWAミッドアメリカ地区（後のCWA）など各地を転戦した。
その後、ブルーノ・サンマルチノの従兄弟という触れ込みでWWWFに登場。1966年2月21日、ニューヨークのマディソン・スクエア・ガーデンにて、当時ベビーフェイスのポジションにいたジョニー・バレンタインと組んでビル・ミラー&ダン・ミラーからUSタッグ王座を奪取した（同王座には同年12月8日にも、スパイロス・アリオンとのコンビでバロン・シクルナ&スマッシャー・スローンを破って戴冠している）。
1967年はロサンゼルスのWWAに参戦して、ペドロ・モラレスのパートナーとなって12月にフレッド・ブラッシー&バディ・オースチンからWWA世界タッグ王座を奪取。1968年からはオーストラリア（ジム・バーネットが主宰していたワールド・チャンピオンシップ・レスリング）にも遠征、マリオ・ミラノやドン・レオ・ジョナサンと組んでスカル・マーフィー&ブルート・バーナードの凶悪コンビとIWA世界タッグ王座を争った。
1970年代に入り、WWWFでリングネームをトニー・パリシと改名。1972年はニューヨーク州バッファローのNWFに出場して、オーストラリアでもタッグを組んでいたドミニク・デヌーチとのイタリア人コンビで活躍した。ホームタウンのオンタリオでは、1974年7月21日にトロントにてジャック・ブリスコのNWA世界ヘビー級王座に挑戦している。同年12月28日にはフロリダにてデヌーチと組み、トール・タナカ&ディック・スレーターからNWAフロリダ・タッグ王座を奪取した。
1975年下期、WWWFでルイ・セルダンこと旧友ジノ・ブリットとのコンビを再結成。同年11月8日、フィラデルフィアにてザ・ブラックジャックス（ブラックジャック・マリガン&ブラックジャック・ランザ）を破りWWWF世界タッグ王座を獲得する。以後、イワン・コロフ&スーパースター・ビリー・グラハムなどのチームを相手に防衛を続け、1976年5月11日にジ・エクスキューショナーズ（キラー・コワルスキー&ビッグ・ジョン・スタッド）に敗れるまで戴冠した。
その後もWWWF（WWF）およびカナダの提携プロモーションを主戦場に、1970年代末から1980年代初頭にかけてはトロントのメープル・リーフ・レスリングにて、ザ・デストロイヤー、レオ・バーク、クルト・フォン・ヘス、ミスター・フジ、クリス・マルコフ&ニコライ・ボルコフなどと対戦している。1982年からはジノ・ブリットが主宰していたモントリオールのインターナショナル・レスリング（Lutte Internationale）にも参戦、ブリットやディノ・ブラボーと組み、セーラー・ホワイト、ミシェル・デュボア、ビリー・ロビンソン、パット・パターソン、フレンチ・マーチンらのチームとカナディアン・インターナショナル・タッグ王座を争った。
1984年、WWFがビンス・マクマホン・ジュニアの新体制下のもと全米侵攻を開始すると、かつて主戦場としていたトロントやバッファローなどのハウス・ショーに中堅ベビーフェイスのポジションで出場。1985年11月にはオーストラリアへのツアーにも参加して、タイガー・チャン・リーやレス・ソントンなどヒール陣営のジョバーから勝利を収めた。
1986年のセミリタイア後はナイアガラフォールズにてレストランを開業する一方、オンタリオ地区にて自主興行を主催していた。2000年8月19日、心臓発作のため死去。59歳没。
日本には1967年7月、アントニオ・プグリシーの呼称で日本プロレスに初参戦。同名義で1973年3月に全日本プロレスへ再来日し、チャンピオン・カーニバルの第1回大会に参加した（トーナメント1回戦でヒロ・マツダに敗退）。1983年3月にはWWFとの提携ルートで新日本プロレスに参戦、同時来日したアドリアン・アドニス&ボブ・オートン・ジュニアと組んでメインイベントの6人タッグマッチにも出場した。

## 獲得タイトル
ワールド・ワイド・レスリング・フェデレーション / ワールド・レスリング・フェデレーション
- WWWF USタッグ王座：2回（w / ジョニー・バレンタイン、スパイロス・アリオン） [5]
- WWWF世界タッグ王座：1回（w / ルイ・セルダン）[11][12]
- WWFインターナショナル・ヘビー級王座：1回[22]

ワールドワイド・レスリング・アソシエーツ
- WWA世界タッグ王座：1回（w / ペドロ・モラレス）[6]

ワールド・チャンピオンシップ・レスリング
- IWA世界タッグ王座：5回（w / マリオ・ミラノ、ドミニク・デヌーチ、ドン・レオ・ジョナサン×2、マーク・ルーイン）[7]

ナショナル・レスリング・フェデレーション
- NWF世界タッグ王座：3回（w / ドミニク・デヌーチ×2、ルイス・マルティネス）[8]

NWAビッグタイム・レスリング
- NWAテキサス・タッグ王座：1回（w / ワフー・マクダニエル）[23]

チャンピオンシップ・レスリング・フロム・フロリダ
- NWAフロリダ・タッグ王座：1回（w / ドミニク・デヌーチ）[10]

インターナショナル・レスリング
- カナディアン・インターナショナル・タッグ王座：4回（w / ジノ・ブリット×3、ディノ・ブラボー）[17]